# گرهارد ویتفانگ
گرهارد ویتفانگ (انگلیسی: Gerhard Wiltfang; ۲۷ آوریل ۱۹۴۶ – ۱ ژوئیهٔ ۱۹۹۷) سوارکار اهل آلمان بود.
وی در مسابقات کشوری و بین‌المللی در مجموع برندهٔ ۱ مدال طلا شده است.